# Rugby da Argentina
O rugby é um esporte coletivo popular na Argentina. A primeira partida de rugby jogada no país remonta a 1873, quando o jogo foi introduzido pelos britânicos. A Seleção Argentina, também conhecida como "os Pumas", já competiu na Copa do Mundo de Rugby, além de participar de torneios de primeiro nível, como The Rugby Championship, sendo considerada uma nação de elite pela IRB.

## Corpo burocrático
A Unión Argentina de Rugby (UAR) foi formada em 1899, como River Plate Rugby Football Union, 26 anos após a primeira partida de rugby foi jogada em solo argentino. Foi afiliada à União Inglesa de Rugby (English Rugby Football Union) até 1932.
A união é membro da International Rugby Board (IRB) com um assento no Conselho Executivo da instituição. A UAR é uma das uniões de rugby mais antigas do mundo. A organização se tornou membro da IRB após ser convidada para a Copa do Mundo de Rugby inaugural, em 1987.

## Contexto
O rugby argentino masculino é hegemônico tanto no continente americano como na Iberoamérica, tendo ganhado todas as edições do Campeonato Sul-Americano de Rugby, que é disputado desde 1951, com exceção da edição de 1981, na qual não participou. Em nível internacional seus êxitos mais contundentes foram o terceiro posto na Copa do Mundo de Rugby de 2007 e o vice-campeonato na Copa do Mundo de Rugby Sevens de 2009. O rugby feminino, por sua vez, é muito menos desenvolvido, e não possui o destaque que possui o masculino, mesmo no continente sul-americano.
Segundo cifras publicadas em 2012 na Argentina, praticam rugby entre 50.000 e 100.000 jogadores federados em todas as divisiões (infantis, menores, juvenis e maiores). A Unión de Rugby de Buenos Aires (URBA) contabiliza 16.000 jogadores das divisões juvenis e maiores que atuam no seu âmbito, o que representa 45% de um total nacional de 35.000 jogadores, que a URBA estima existam em nível nacional.
O principal torneio nacional foi o Campeonato Argentino de Rugby disputado desde 1945 a 2017 entre as seleções de cada união local de rugby. Nas 74 edições do mesmo, Buenos Aires saiu campeã em 37 oportunidades, Tucumán em 11, Córdoba em 7, e Mar del Plata, Rosário e Cuyo, um cada um.
A principal competição de clubes é o Torneio Nacional de Clubes, que se disputa desde 1993, na qual as equipes mais destacados foram Hindú Club de Buenos Aires com 10 campeonatos, San Isidro Club também de Buenos Aires, com 4 campeonatos e Duendes Rugby Club de Rosário, com 3 campeonatos.
Nos últimos anos, com o sucesso conseguido pela equipe nacional de rugby, conhecida como "Los Pumas", contribuiu para difundir mais o esporte em nível nacional, que agora conta com maior cobertura na televisão, na imprensa escrita e em outros meios de comunicação. A partir de 2012, a Argentina participa do torneio The Rugby Championship, em que participam as equipes mais poderosas do hemisfério sul: a Nova Zelândia, Austrália e África do Sul.